# سیارک ۲۷۳۷۲
سیارک ۲۷۳۷۲ (به انگلیسی: 27372 Ujifusa، نامگذاری:2000EW42)۲۷۳۷۲مین سیارک کشف شده‌است که در ۰۸ مارس ۲۰۰۰ کشف شد.